# 6241 Galante
6241 Galante (1989 TG) là một tiểu hành tinh vành đai chính được phát hiện ngày 4 tháng 10 năm 1989 ở Osservatorio San Vittore ở Bologna.